# Pratt & Whitney JT9D

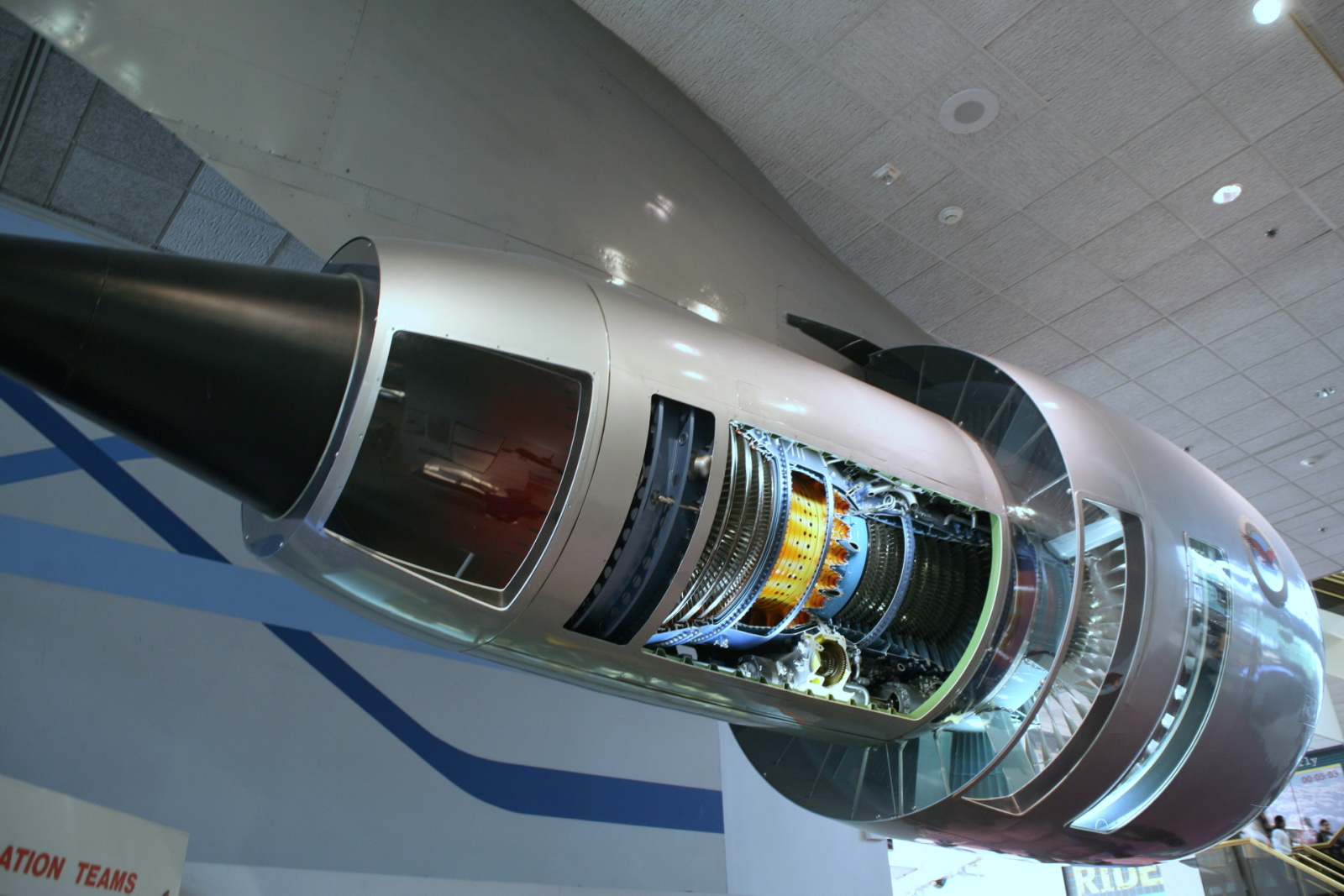
Silnik JT9D, który był montowany na samolocie Boeing 747

JT9D – turbowentylatorowy silnik lotniczy produkowany przez amerykańską firmę Pratt & Whitney do zastosowania na samolotach szerokokadłubowych. Pierwsze testy silników rozpoczęto w grudniu 1966, które później zostały zamontowane po raz pierwszy na Boeingu 747-100.

## Projekt
Silnik JT9D został opracowany w ramach projektowania samolotu Lockheed C-5 Galaxy. Lockheed zwrócił się do Pratt & Whitney aby zaprojektować nowy duży silnik lotniczy do C-5 Galaxy, jednak ostatecznie Lockheed wybrał silniki General Electric TF39. Jednak silnik JT9D został wybrany przez Boeinga do napędzania nowych Boeingów 747, którego pierwszy lot odbył się 9 lutego 1969, zaś pierwsze próby w powietrzu rozpoczęły się w czerwcu 1968 przy pomocy samolotu B-52.
Silnik JT9D-3 wszedł do służby w 1970. Został Zbudowany z wykorzystaniem tytanu i stopów niklu. Zastosowano jeden wentylator, trzystopniową sprężarkę niskiego ciśnienia oraz jedenastostopniową sprężarkę wysokiego ciśnienia połączoną z dwustopniową turbiną wysokiego ciśnienia i czterostopniową turbiną niskiego ciśnienia. Ta wersja JT9D ważyła 3905 kg i wytwarzała maksymalny ciąg 193 kN. Produkcję JT9D-3 zakończono w 1990.
Następcą udanych silników JT9D jest silnik Pratt & Whitney PW4000, który składa się z mniejszej ilości elementów, jest bardziej niezawodny oraz jego cena zakupu jest niższa od poprzednika.

## Warianty
- JT9D-3
- JT9D-3A
- JT9D-7A/F/J
- JT9D-7Q
- JT9D-7R4
- JT9D-7AH

## Zastosowane w samolotach
- Airbus A300
- Airbus A310
- Boeing 747
- Boeing 767
- McDonnell Douglas DC-10